# Сатурн, що пожирає свого сина
«Сатурн, що пожирає свого сина» — картина іспанського художника Франсіско Гойї. Традиційно інтерпретується як ілюстрація грецького міфу про титана Кроноса (відомого у римській міфології як Сатурн), який пожирає одного зі своїх нащадків. Побоюючись пророцтва Геї, яка передбачала, що його скине хтось із власних дітей, Сатурн з'їв кожного з них після народження. Ця робота є однією з 14 так званих чорних картин, які Гойя намалював просто на стінах свого будинку між 1819 і 1823 роками. Картину перенесли на полотно після смерті Гойї; зараз вона перебуває в Музеї Прадо в Мадриді.

## Історичне тло

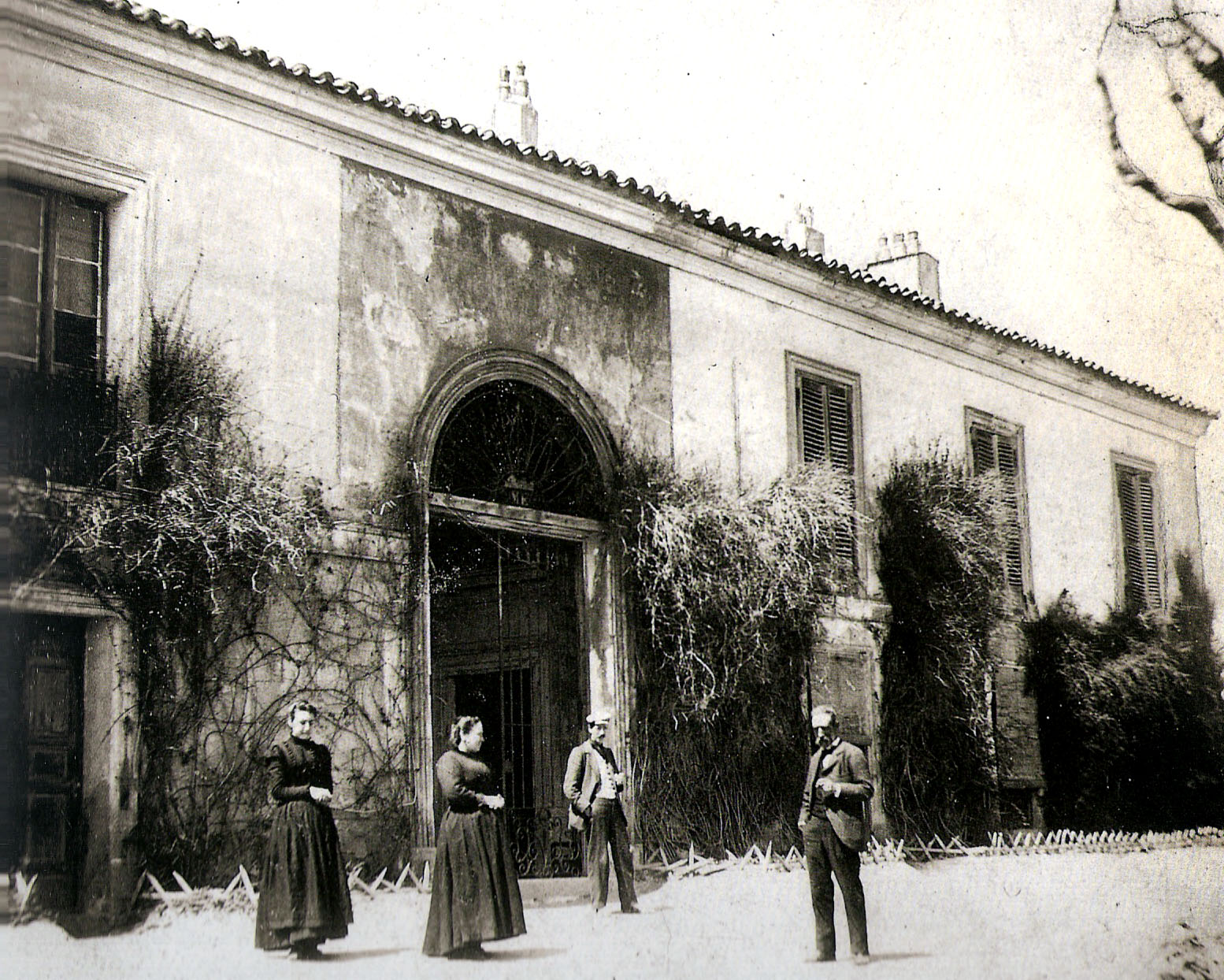
Квінта-дель-Сордо, прибл. 1900

У 1819 році Гойя придбав будинок на березі річки Мансанарес поблизу Мадрида під назвою Квінта-дель-Сордо (Вілла глухого). Це був двоповерховий будинок, названий на честь попереднього мешканця, який справді був глухим, хоча назва підходила і для Гойї, адже він оглух після лихоманки, на яку хворів в 1792 році. Між 1819 та 1823 роками, коли він покинув будинок і переїхав до Бордо, Гойя створив на стінах будинку серію з 14 картин у змішаній техніці.
Хоча спочатку він прикрасив кімнати будинку більш позитивними зображеннями, з часом він замалював їх усі лячними картинами, відомими сьогодні як «Чорні картини». Створені без замовлення для приватного показу, ці картини можуть відображати душевний стан художника наприкінці життя, який став свідком насильства війни та терору, розпалюваного іспанською інквізицією.
«Сатурн, що пожирає свого сина» — одна з шести робіт, які Гойя намалював у їдальні. Варто зазначити, що Гойя ніколи не давав назв роботам, які створив у Квінта-дель-Сордо; назви були присвоєні іншими людьми після його смерті. Поширена інтерпретація картини вбачає в ній відсилання до римського міфу (натхненного оригінальним грецьким міфом), в якому Терра (Гея) передбачила, що один із синів Сатурна скине його, так само, як він скинув свого батька, Целія (Урана). Щоб запобігти цьому, Сатурн поїдав своїх дітей одразу після народження, з'ївши богів Весту (Гестію), Цереру (Деметру), Юнону (Геру), Плутона (Аїда) і Нептуна (Посейдона). Його дружина Опса (Рея) врешті сховала його шосту дитину і третього сина Юпітера (Зевса) на острові Крит. Вона обдурила Сатурна, запропонувавши замість дитини камінь, загорнутий у пелюшки. На відміну від картини, міфи зазвичай зображують Сатурна/Кроноса, який ковтає своїх дітей, а потім вибльовує їх живими після того, як проковтнув камінь, а не розриває їх на шматки, як на картині. Юпітер врешті скинув свого батька, як і передбачалося в пророцтві.

## Композиція та інтерпретації
Гойя зображає велику фігуру, яка поїдає людське тіло. Голова та частина лівої руки вже з'їдені. Права рука, ймовірно, теж з'їдена, хоча вона могла бути складена перед тілом і утримуватися великими пальцями більшої фігури. Більша фігура збирається відкусити ще один шматок від лівої руки; коли та виринає з темряви, її рот роззявлений, а очі широко вирячені. Єдиним джерелом світла на картині є біла плоть, червона кров трупа та білі кісточки пальців більшої фігури, яка впивається в задню частину тіла.
Пропонувалися різні інтерпретації значення картини: конфлікт між молодістю і старістю, час як пожирач усього сущого, гнів Божий і алегорія ситуації в Іспанії, де батьківщина поглинала власних дітей у війнах і революції. Існують пояснення, пов'язані зі стосунками Гойї з його власним сином Ксав'єром, єдиним з його шести дітей, який дожив до дорослого віку, або з його економкою і можливою коханкою Леокадією Вайс; стать тіла, яке поглинається, неможливо визначити з упевненістю. Якщо Гойя і робив якісь нотатки на картині, то вони не збереглися, адже він ніколи не призначав картину для публічного показу.
Настрій картини різко контрастує з «Сатурном» Рубенса, у Гойї центральна фігура діє скоріше з божевілля, ніж з розважливого розуму, а поглинута фігура скоріше повністю бездиханна, ніж відчуває явний біль. Дуже ймовірно, що Гойя бачив Сатурна Рубенса в своєму житті, але ступінь впливу (якщо він взагалі був) невідомий.

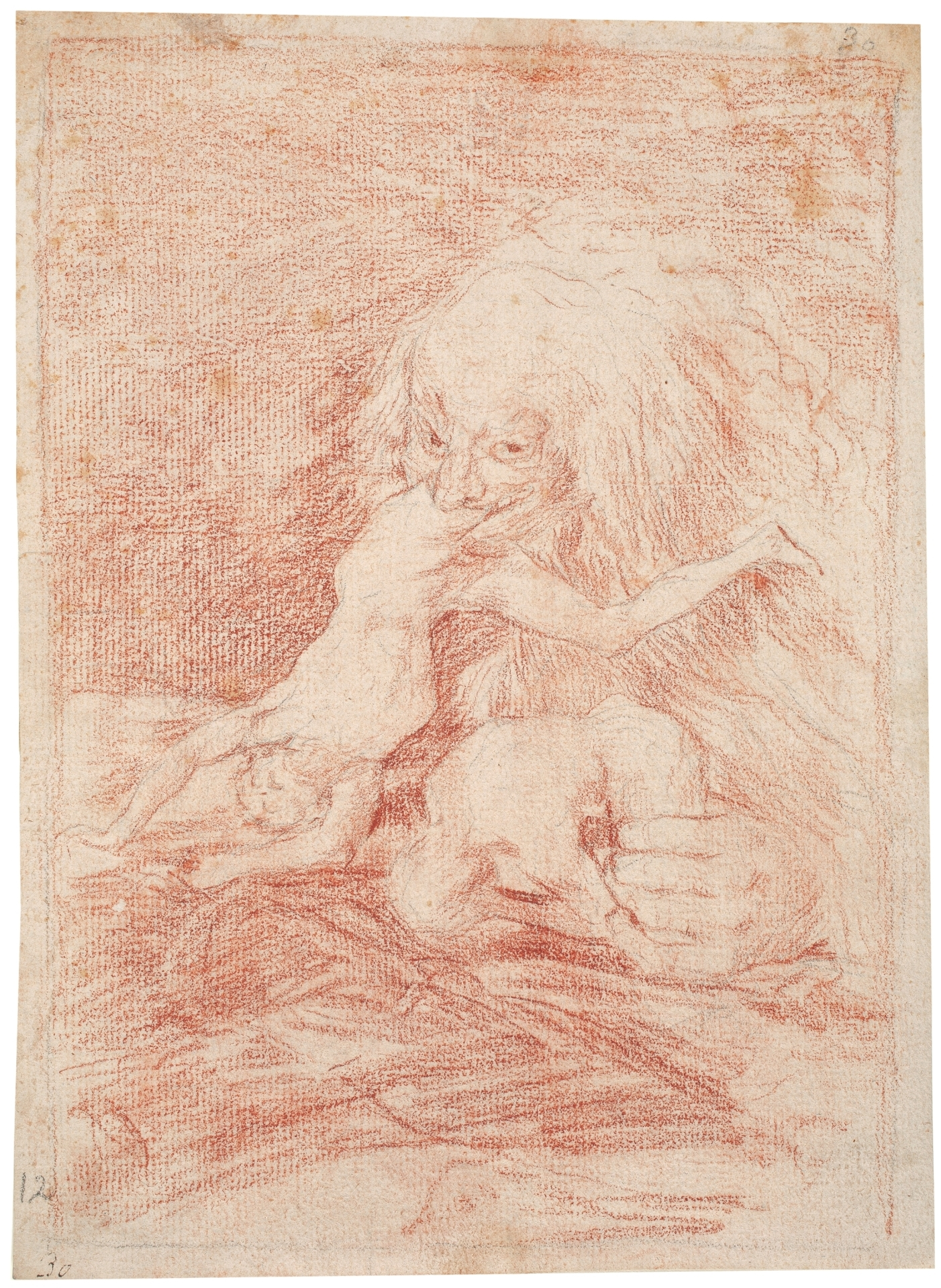
Сатурн пожирає своїх синів, Гойя, бл. 1797 р., червона крейда на папері.

У 1796-97 роках Гойя зробив малюнок крейдою на цю ж тему: на ньому зображена фігура, яка кусає ногу людини, тим часом тримаючи іншу людину, щоб з'їсти, але все це зображено без крові й проявів божевілля, притаманних пізнішим роботам. 
Дослідник творчості Гойї Фред Ліхт висловив сумніви щодо традиційної назви картини, заявивши, що вона «цілком може вводити в оману». Він зазначає, що на картині відсутні традиційні іконографічні атрибути, пов'язані з Сатурном (такі як коса або піщаний годинник), а менше тіло не схоже на тіло немовляти або навіть на анатомічно точну людську фігуру. Він стверджує, що, як і у випадку з іншими «Чорними картинами», «до назви треба ставитися з певною часткою скептицизму». Ліхт пропонує альтернативне пояснення, що картина є інверсією антисемітських художніх зображень єврейських фігур, які їдять дітей, відсилаючи до нібито кривавого наклепу. Таким чином, більша фігура представляє страхи євреїв, що проявляються в реальному насильстві над ними, оскільки «справжнє звірство народжується з уявного звірства», хоча він визнає, що це неможливо довести, і, як і інтерпретація Сатурна, демонструє різноманітні наміри Гойї в цій композиції. Крім того, він стверджує, що саме надання назв чорним картинам є спробою нав'язати раціональне пояснення картинам, які змушують споглядати хаос і небуття, що є основною темою чорних картин.
Було поставлено під сумнів, що фігура, яку пожирає Сатурн, справді є чоловічою.
Історик мистецтва Джон Дж. Чіофало пише, що «жертва виглядає дорослою людиною і, враховуючи пишні сідниці та ноги, є жінкою». Більше того, в інших версіях сини живі й борються або принаймні мають голови, тож глядач може впізнати їх або поспівчувати. Жертва не бореться в лещатах Сатурна, який буквально впивається в її тіло, бо вона мертва. Чіофало підсумовує: «Переважне відчуття від зображення — це жорстока і ненаситна хіть, підкреслена, збудженим і надзвичайно набряклим пенісом між ногами… абсолютна чоловіча лють навряд чи колись була відображена так яскраво».

## Трансфер з Кінта дель Сордо
Коли у 1823 році Гойя вирушив у доровільне вигнання до Франції, він передав Квінта-дель-Сордо своєму онукові Маріано. Після частих змін власників будинок в 1874 році перейшов у володіння бельгійського барона Еміля д'Ерлангера. Після 70 років перебування на стінах Квінта-дель-Сордо стан фресок сильно погіршився, тож, щоб зберегти їх, новий власник будинку доручив перенести картини на полотно під керівництвом Сальвадора Мартінеса Кубелса, головного реставратора Музею Прадо. Після показу на Всесвітній виставці 1878 року в Парижі д'Ерлангер зрештою подарував їх іспанській державі.  Вплив часу на фрески в поєднанні з неминучими пошкодженнями, спричиненими делікатною операцією кріплення обсипаної штукатурки на полотно, означав, що більшість фресок потребували реставраційних робіт і деякі деталі могли бути втрачені, але в цьому відношенні «Сатурн, що пожирає свого сина», схоже, постраждав менше, ніж деякі інші роботи. 